# 马戈·巴卡
马戈·巴卡（拉丁語：Mago Barca；布匿语：𐤍𐤂𐤌‬ ；前243年—前203年）迦太基将领。他是迦太基巴卡家族成员，为哈米尔卡·巴卡的第三子，他有两个知名的哥哥汉尼拔和哈斯德鲁巴。

## 生平
第二次布匿战争中，汉尼拔远征意大利，他也从军，在前218年的特雷比亚河战役中率骑兵击败罗马军队。坎尼会战之后，他持战胜的战报和增援的请求回到迦太基。此后前往西班牙增援其兄哈斯德鲁巴。
前207年哈斯德鲁巴·巴卡在梅陶罗河战役中阵亡后，马戈成为继任者哈斯德鲁巴·吉斯戈的副将。翌年在伊利帕战败，逃归迦太基城。
前205年，马戈率军前往意大利，将汉尼拔及其军队送回国。馬戈作為優秀的騎兵將領，利用騎兵進行游擊，並在義大利北部控制了三年多，兵力集結了三萬多，但仍無法突破防線去支援漢尼拔，其间遭到罗马军队阻拦，重伤。前203年，伤重身亡。

## 遺產
據說巴利亞利群島的城鎮馬翁是由馬戈所創立，以他的名字來命名，相傳馬戈所到的地方，會用當地的蛋來做成好吃的蛋黃醬。